# Pantherfell
Das Pantherfell (auch Leopardenfell) war im Alten Ägypten ein rituelles Kleidungsstück. Es ist seit der frühdynastischen Zeit (um 3000 v. Chr.) sicher belegt. Die mythologischen Wurzeln reichen bis in die Zeit davor (Prädynastik) zurück. In diesen Epochen diente noch die Göttin Mafdet als Himmelspanther, deren kosmische Funktionen im Verlauf der altägyptischen Geschichte die Himmelsgöttin Nut übernahm. Die Altägypter benutzten den Ausdruck „Pantherfell“ daher im Zusammenhang mit dem göttlichen Panther.
Zu Lebzeiten wies das Pantherfell den König oder seinen von ihm bestimmten Nachfolger als göttlich-legitimierten Herrscher aus. Im Totenkult wird das Pantherfell in den Pyramidentexten als ein besonderes Schutz- und Herrschaftszeichen des verstorbenen Königs in Verbindung seines Himmelsaufstieges nach dem Mundöffnungsritual genannt. Nach erfolgreichem Himmelsaufstieg nimmt ihn der Sonnengott Re in die göttliche Gesellschaft auf. Das Pantherfell ist das Herrschaftssymbol des Königs, mit dem er seine tägliche Fahrt durch die himmlischen Gewässer an der Seite des Sonnengottes unternimmt. Damit gehört das Pantherfell zu den Zeichen, die seine Unvergänglichkeit sichtbar machen. Mit dem Leoparden oder Gepard konnte es bis heute nicht gleichgesetzt werden.

## Ursprünge

### Begriffsverwendung und Namensherkunft

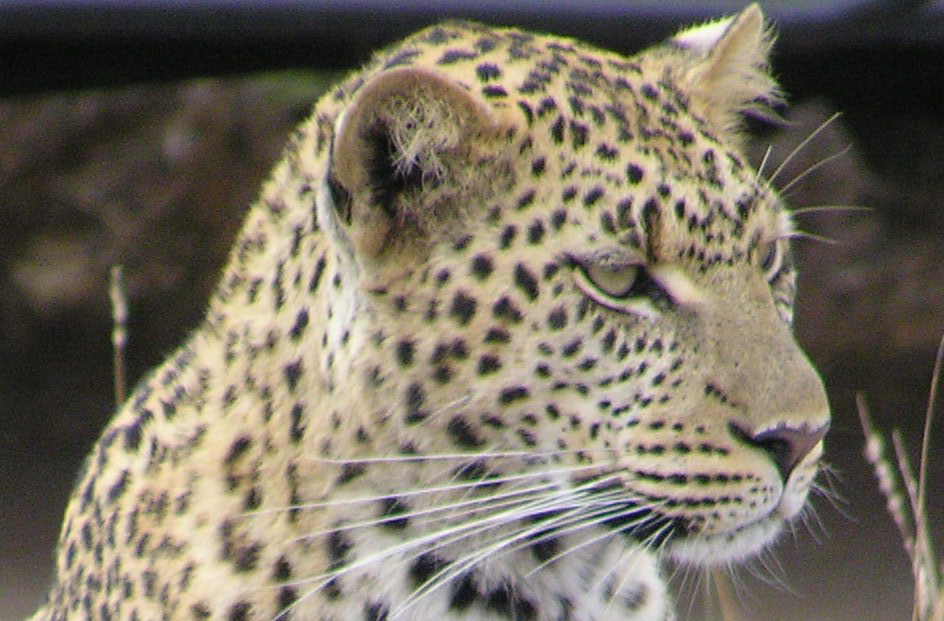
Leopard (Panthera pardus)

Gepard (Acinonyx jubatus)

Gebärende Tiere, unten Panther und Löwe („Weltkammer“ vom Sonnenheiligtum des Niuserre)

In der Ägyptologie sind die Fachbegriffe Panther- oder Leopardenfell gebräuchlich, wobei in der deutschsprachigen Ägyptologie hauptsächlich der Ausdruck Pantherfell Verwendung findet. Einige zusätzliche Hinweise auf einen möglichen Bezug zum ähnlichen Ginsterkatzenfell sind durch die Schriftquellen hinsichtlich des Pantherfells nicht belegt. Die Ägypter zählten den Panther zu der Familie der Großkatzen und den göttlichen Wüstentieren. In dieser Verbindung waren mehrere hieroglyphische Darstellungen möglich, so beispielsweise auch in der Kurzform als „Die Göttliche“ oder als Ideogramm. Im Alten Reich (2707–2216 v. Chr.) ist zudem der Name einer Totengottheit mit „Kenmet“ als „Leopard“ übersetzt, wobei eine Gleichsetzung mit dem Leoparden auch dort nur indirekt abgeleitet wurde und nicht gesichert ist.
| F9 |

| F9 |

Im Mittleren Reich wechselte die ursprüngliche Bezeichnung in die neue Form „Ba-Abi“, mit der speziell weibliche Panther gemeint waren. In direktem Zusammenhang steht die erstmals im Mittleren Reich bezeugte Nennung der zugehörigen Gottheit Abi.

### Mythologische Verbindungen
Das Pantherfell war ursprünglich eine Tracht, die im Zeitraum der 1. bis 2. Dynastie (3032–2707 v. Chr.) von Personen getragen wurde, die dem König sehr nahe standen; getragen wurde sie zumeist vom Königssohn. Seit der 3. Dynastie (2707–2639 v. Chr.) sind Pantherfellträger mit der Bezeichnung „Sem“ bezeugt, ohne dass zu diesem Zeitpunkt bereits das damit verbundene Priesteramt schon ausgebildet war. Möglicherweise liegt hier schon ein Bezug zu dem Gott Sameref als „liebender Sohn des Königs“ vor, der etwa zeitgleich erstmals mythologisch in Erscheinung trat.
Hinweise darauf, dass zu dieser Zeit nichtkönigliche Personen die Funktion eines „Sem“ als Pantherfellträger ausübten, liegen nicht vor, so dass es deshalb wahrscheinlich ist, dass der Königssohn die Aufgaben des „Sem“ vollzog. In der 5. Dynastie (2504–2347 v. Chr.) zeigen Abbildungen auf königlichen Tempelreliefs des Alten Reiches insbesondere eine Koppelung altägyptischer Beamtentitel an den Pantherfellträger; beispielsweise wird auf den Sedfestdarstellungen des Sahure in Verbindung mit dem Königssohn als Pantherfellträger das neue Priesteramt des „Sem“ erwähnt.

## Darstellungsformen

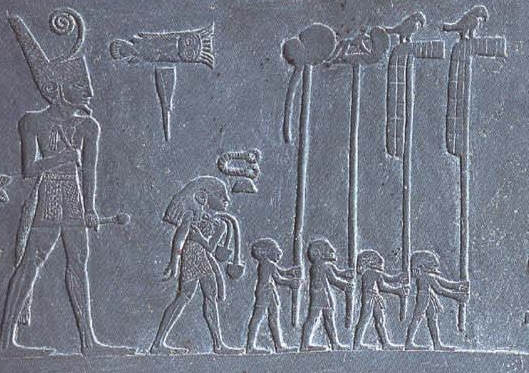
Der Pantherfellträger vor Narmer

In prädynastischer Zeit (spätes 4. Jahrtausend v. Chr.) sind verschiedene Typen des Pantherfells dargestellt. Bruce Williams hält es für möglich, dass die abgebildeten Personen auf Vasen der Naqada-IIC-Zeit (3800–3300 v. Chr.) den Träger eines Pantherfells symbolisieren. Er setzt deshalb die zeremonielle Tätigkeit mit einem Funktionsträger sowie mit der des Tjet gleich, die in einer Grabanlage von Hierakonpolis abgebildet sind. Es bleibt jedoch in diesem Zusammenhang unklar, ob es sich um das Fell eines Panthers, Rindes oder einer rinderähnlichen Art handelt.
Die zweifelsfrei älteste Abbildung ist auf dem Keulenkopf des Skorpion II. um 3100 v. Chr. belegt. Der Pantherfellträger befindet sich im unmittelbaren Gefolge des Königs. Er trägt wahrscheinlich eine Garbe Ähren und folgt einer Person, die Saatgut aus einem Korb in die Erde streut. Weitere Nachweise sind auf der Narmer-Palette und dem Keulenkopf des Narmer belegt.
Auf vielen Reliefdarstellungen ist für das Pantherfell keine Fleckung zu erkennen, obwohl es jedoch in vielen Fällen sicher in gemalten Varianten vorhanden war. Auf den wenigen erhaltenen farblichen Fassungen in ramessidischen Gräbern der Könige (1292–1070 v. Chr.) ist die Untergrundfarbe des Pantherfells stets Gelb. Die Zeichen sind auf die Untergrundfarbe in schwarzer oder weißer Farbe aufgetragen. In den thebanischen Königsgräbern finden sich für das Pantherfell in einigen Fällen ergänzend Darstellungen mit Sternen, was auf die Himmelssymbolik des Pantherfells verweist.

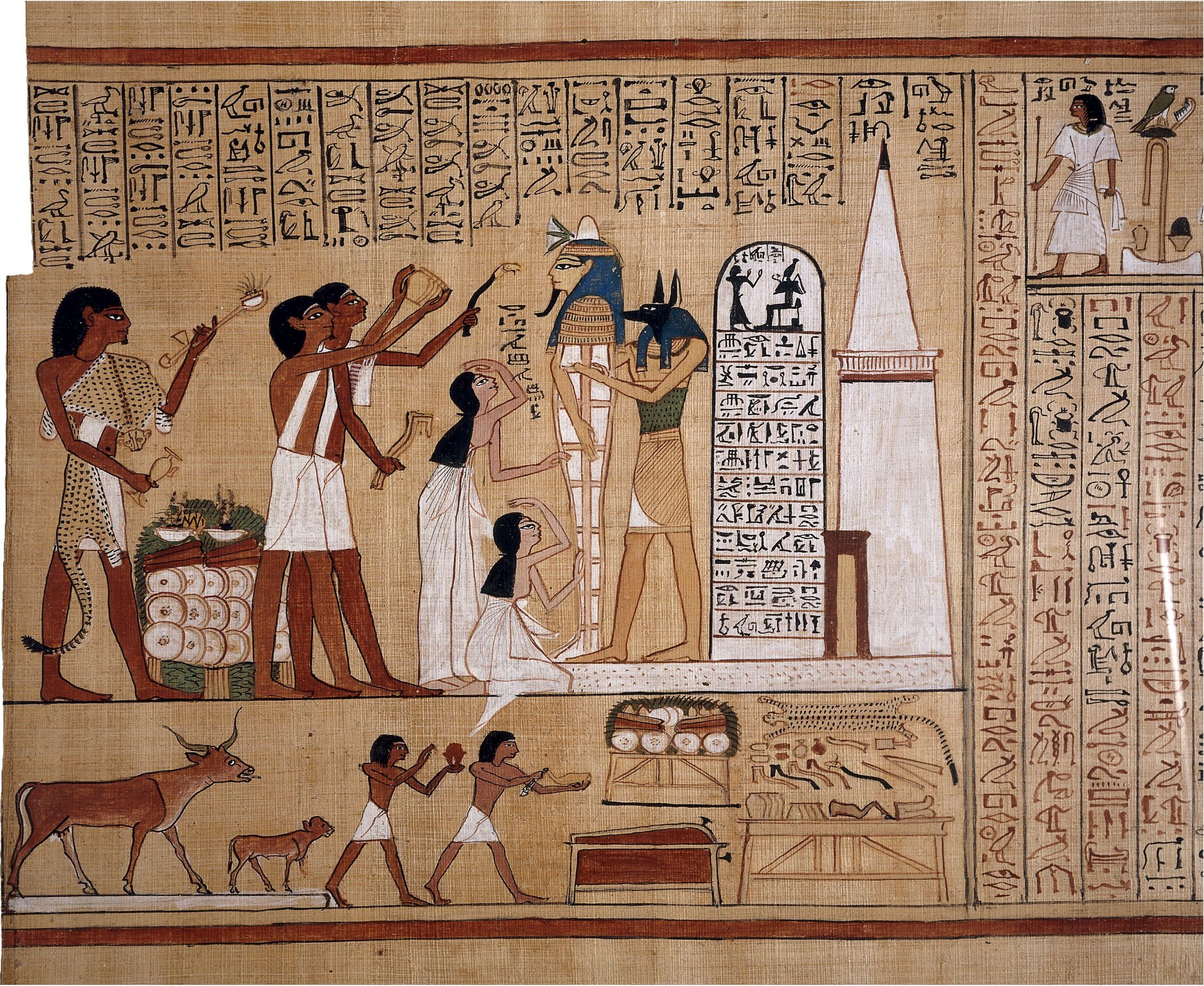
Der Pantherfellträger (ganz links) bei der Mundöffnungszeremonie (Papyrus Hunnefer, 19. Dynastie)

Die am häufigsten verwendeten ikonografischen Motive zeigen ein Fellgewand, das den gesamten Oberkörper bedeckt, sowie einen nur teilweise bedeckenden Fellumhang. Der Fellumhang kann auf verschiedene Art am Körper angebracht werden; eine Möglichkeit ist das Durchziehen des Fells unter einem Arm, während die beiden Vorderpranken nur auf einer Schulter befestigt werden. Die andere Schulter bleibt frei. Der Rumpf ist dagegen vollständig vom Fell bedeckt.
Andere Varianten zeigen eine Vorderpranke und den Kopf des Panthers auf den Schultern oder das Kreuzen der Vorderpranken auf der Brust, wobei beide Tatzen unter den Armen durchgeführt werden. Der Pantherkopf wird zumeist am Hals vorbei über die Schulter gelegt, wobei dann der Bauch unbedeckt ist. Die damit verbundene Haartracht stellt einen nach vorn eingerollten Seitenzopf dar, öfter in Kombination einer kappenartigen Kurzhaarfrisur. Besonders in der 18. Dynastie (1550–1292 v. Chr.) wurde diese Erscheinungsform beispielsweise von Amenophis I. bis Thutmosis III. in Anlehnung an frühzeitliche Traditionen verwendet.

## Geschichtliche Bedeutung des Pantherfells

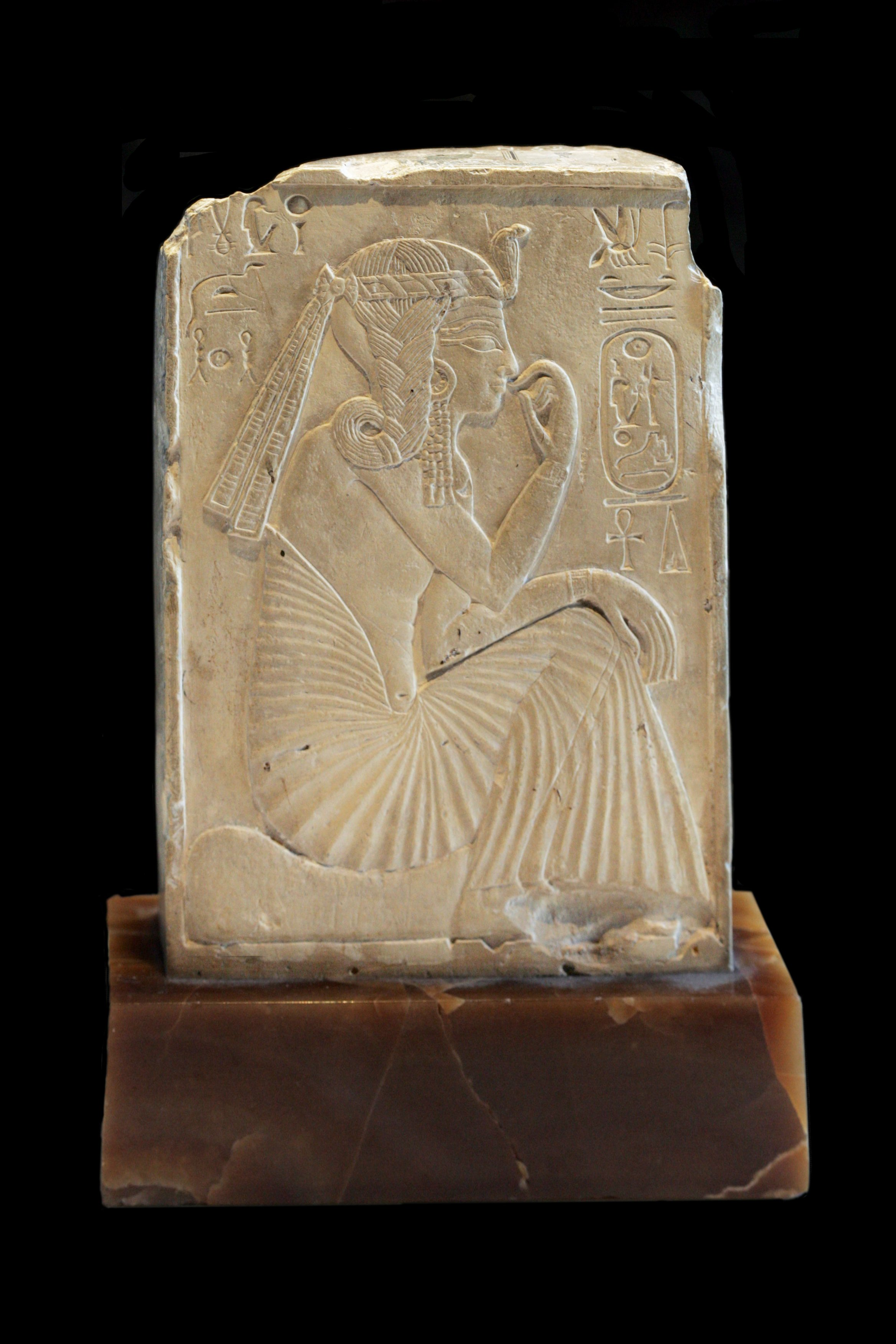
Die Jugendlocke bei Ramses II.

Der Pantherfellträger trug unter anderem ergänzend die Jugendlocke, die ihn als Sohn des Königs auswies. In der Ikonografie diente die Jugendlocke auch im weiteren Verlauf der altägyptischen Geschichte der Kennzeichnung vornehmlich jener königlicher Nachkommen, die als designierte Thronfolger in Frage kamen. Der mit dem Pantherfell ausgestattete älteste Königssohn trat im Rahmen seiner priesterlichen Funktion als Tjet oder „Sem“ sowie als Verkörperung des Sameref somit als Mittler zwischen dem König und der Götterwelt auf.

### Frühzeit (3100–2707 v. Chr.)
Aus dem Bereich des früheren Hathor-Tempels in Gebelein stammt ein Reliefbruchstück, auf dem der Pantherfellträger im Königskult zu sehen ist. Der Kalksteinblock, der sich im Museo Egizio Turin befindet, wird zumeist in die 2. oder beginnende 3. Dynastie datiert. Ägyptologen deuten die Handlungen des Pantherfellträgers als Gründungs- oder Jagdritual und als Zeremonie innerhalb des Sedfestes. Zweifelsfrei handelte es sich aber um einen symbolischen Akt, da zusätzlich die Kronengöttin Wenut am Geschehen beteiligt war. Der Pantherfellträger wurde dabei im Umfeld des Horusgeleits tätig, in dem die königliche Amtsausübung als Aufrechterhaltung der Königsherrschaft das beherrschende Motiv der feierlichen Handlungen darstellte.

### Altes Reich (2707–2216 v. Chr.)

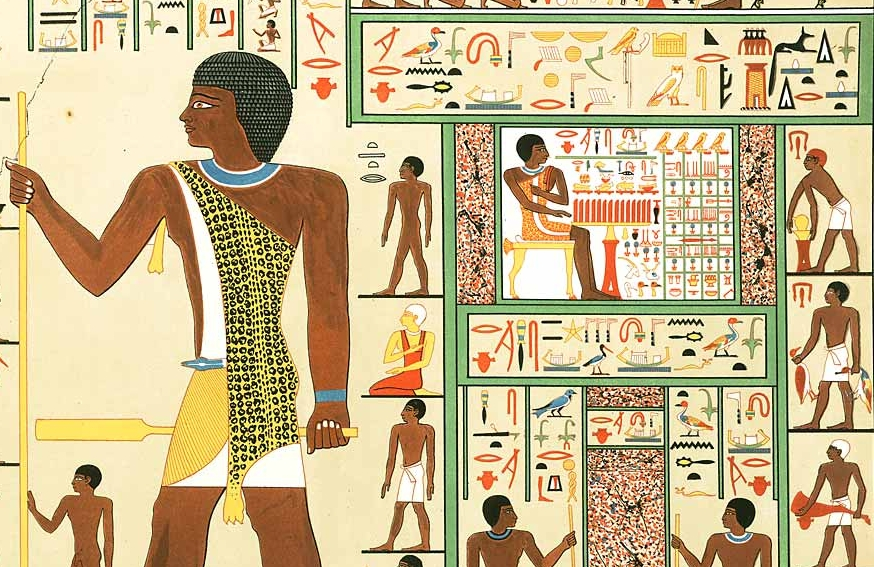
Pantherfellträger der 4. Dynastie (Pyramiden von Gizeh)

In königlichen Ritualhandlungen des Alten Reiches war das Pantherfell ab der 5. Dynastie ausschließlich die Tracht des Sem-Priesters, der unter den Priestern des Königs die Person war, die in Prozessionen unmittelbar vor der Sänfte des Königs schritt. Wolfgang Helck verdeutlicht, dass nur der älteste Königssohn die königliche Zustimmung besaß, sich in seiner direkten Nähe aufzuhalten. Diesen Zusammenhang zeigen bildlich auch die Festszenen der Pepi-II.-Pyramide, weshalb angenommen werden kann, dass das Amt des Pantherfellträges als Sem-Priester in den zugehörigen Zeremonien entweder der Königssohn besetzte oder ihn als handelnde Person symbolisch kennzeichnete.

### Mittleres Reich (2137–1781 v. Chr.)
Im Mittleren Reich dokumentiert ein aus Granit für Amenemhet III. gefertigter Torso die Möglichkeit, dass auch ein designierter König als Pantherfellträger auftreten konnte. Vor seiner alleinigen Thronbesteigung regierte Amenemhet III. mit seinem Vater Sesostris III. etwa zwanzig Jahre zusammen. Auf dem Granitblock ist Amenemhet III. mit einer Strähnenperücke sowie einem mehrreihigen Perlenstrang, dem „Menit“, zu sehen. Das hauptsächlich rücklings getragene Pantherfell endet auf seinen Schultern.
Wolfhart Westendorf hebt hervor, dass die Ikonografie des Mittleren Reiches der tradierten Priesterkleidung des Tjet entspricht und Amenemhet III. in der mythischen Phase des göttlichen Horus zeigt, bevor er den Platz seines Vaters einnahm. Ergänzend offenbart Amenemhet III. das von der Gottheit Iunmutef verkörperte Prinzip des jungen Horus in Chemmis. Den Hintergrund bildete die mythologische Vorstellung, dass sich der junge Horus am geheimen Ort Chemmis aufhielt, um verborgen vor Seth von Isis zum Mann heranzuwachsen, wobei das Pantherfell Amenemhet III. als jungen Horus und Ritualkundigen ausweist.

### Neues Reich (1550–1070 v. Chr.)

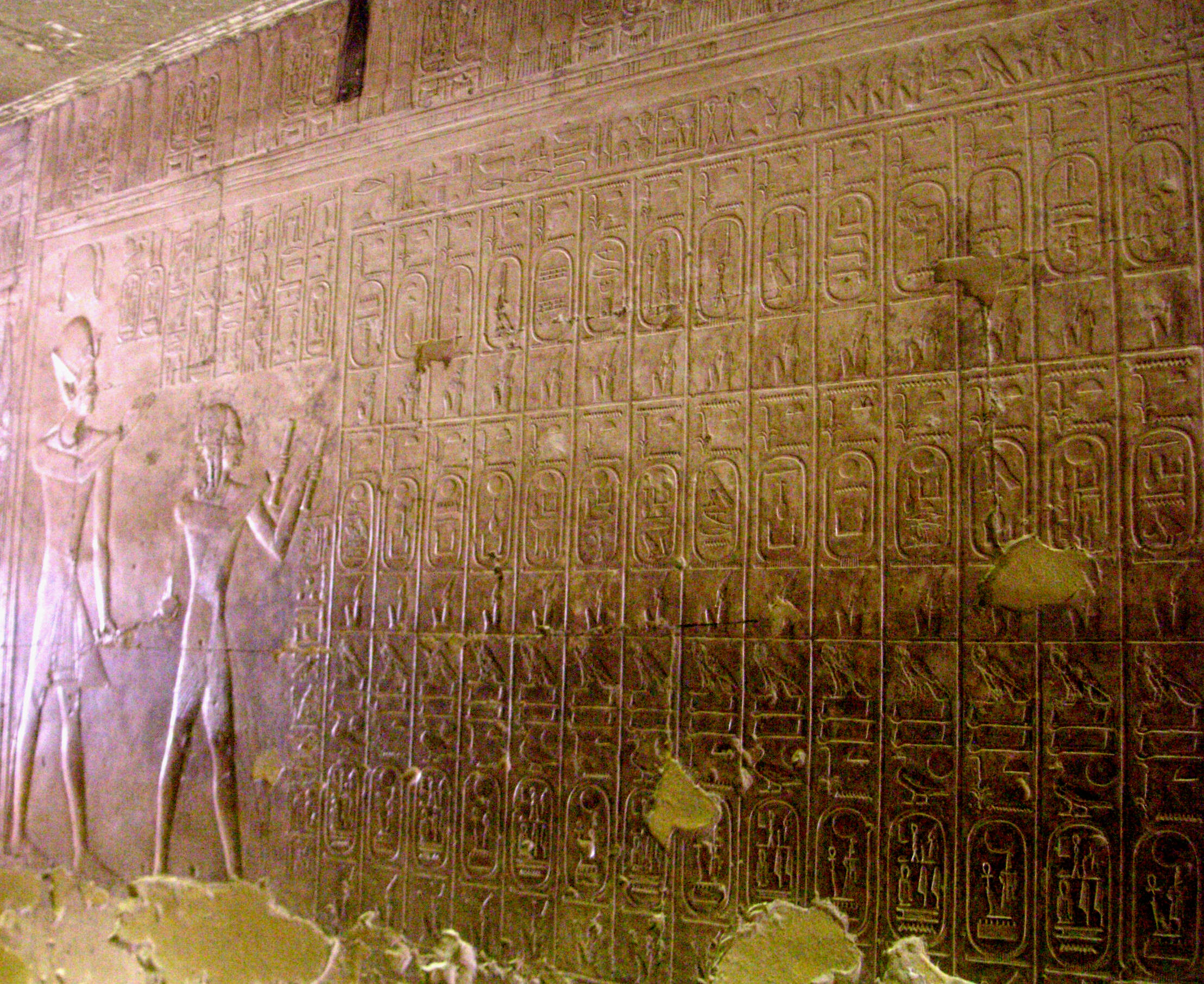
Sethos I. (hinten) und Ramses II. vor der Dynastieliste in Abydos

Das Neue Reich stand im Zeichen des großen Umbruchs. Toten- und Sargtexte wurden zum Totenbuch vereinigt. Das Leben nach dem Tod und die Reise nach Sechet-iaru in der Duat war nun für alle möglich, die finanziell in der Lage waren, sich ein persönliches Totenbuch schreiben zu lassen. Entsprechend gehörte das Pantherfell ohne Bindung an eine bestimmte Gottheit zum Ornat verschiedener Hohepriester; zudem durften ebenso einfache, im Rang nachgeordnete Priester ergänzend das Pantherfell tragen.
Hauptsächlich war die Tracht des Pantherfells aber nach wie vor mit dem Amt des Sem-Priesters verbunden. Sethos I. erhob die bis dahin nur als mystisch verehrte Gestalt Horus Iunmutef zur neuen Totengottheit und ließ sich zu dessen pantherfelltragenden Hohepriester ernennen. Außerdem ist Sethos I. im Amun-Tempel in Karnak als Hohepriester des Amun dargestellt, der während eines Prozessionszuges die königliche Barke in seiner Rolle als Göttersohn begleitet:

„Amun sieht seinen Sohn, der ihn trägt, den König beim Emporheben dessen, der ihn erzeugt hat. Meine Hände tragen meinen herrlichen Vater (Amun). Mein Körper ist rein durch das Pantherfell, das auf mir ist.“

Wie bereits im Fall Amenemhets trug später Ramses II. als Sohn von Sethos I. und mitregierender König in jungen Jahren ebenfalls das Pantherfell. Im Totentempel des Sethos I. in Abydos waren die Sameref-Priester von Ramses II. im Opferkult für seinen Vater Sethos I. vor den königlichen Ahnen als Träger des Pantherfells tätig. Ramses II. ist dort in den zugehörigen Abbildungen hinter Sethos I. stehend positioniert und verweist als rechtmäßiger Erbe auf die mit Namen untertitelte Dynastie der vor ihm regierenden Könige.

### Spätzeit (664–332 v. Chr.)
In der Spätzeit kam in der mythologischen Ausdeutung ein erweiterter Kreis der Pantherfellträger hinzu. Es war nun insbesondere die Tracht der Königinnen des Reiches von Kusch. Die kuschitischen Königsmütter sahen sich in der Rolle der Göttin Isis, die sich als Mutter des Horus für die königlichen Nachfolger verantwortlich zeichnete.
Die Königinnen hatten entscheidenden Einfluss im Krönungsritual. Sie übernahmen daher in Umdeutung der früheren Funktion des Sameref als Pantherfellträgerin die rituelle Ausführung der notwendigen Festakte. Dabei machten sie sich die Inhalte des Osirismythos zu eigen und übernahmen die Attribute der Gottheit Horus-Iunmutef.

## Das Pantherfell im Totenkult

Opferszenen aus dem Grab des Nacht. Der Pantherfellträger ist als „Erster des Opfergeleits“ zu erkennen (Untere Reihe).

Bereits im Alten Reich ist der Grabinhaber in Darstellungen häufig mit einem Pantherfellumhang auf Scheintüren und den Eingangsbereichen von Grabkammern zu sehen. Ergänzend kommen Kulthandlungen in Verbindung mit dem Vorführen des Viehs sowie der Bereitstellung von Opfergaben hinzu. Das Pantherfell repräsentiert im Totenkult kein irdisches Amt, sondern zeigt den ideellen Rang des Grabinhabers, der mit dem Abschluss der Bestattung erreicht wird und ihm als Träger des Pantherfells das Weiterleben im heiligen Land der Verstorbenen mit magischen Kräften ermöglicht. Im Mittleren Reich kommen weitere Funktionen des Pantherfells mit der Ausübung des Totenkults hinzu. Es gehört ergänzend zur Standardausstattung der Personen, die im Bereich der Totenopfer tätig sind; zumeist der älteste Sohn oder die Sem-Priester, die in den Rang eines Zauberers erhoben wurden und damit den Status als „göttlich ausgestattete sowie anerkannte Totengeister“ erhielten. Grabreliefs und Stelen zeigen parallel zum Grabinhaber in der traditionellen Rolle die neu hinzugekommene Ritualtracht. Mit Beginn des Neuen Reichs überwiegen die Abbildungen des Pantherfells bezüglich seiner Anbindung im priesterlichen Totenkult als „liebender Sohn“ und „Erster des Opfergeleits“. In der Mundöffnungszeremonie bewahrt das Pantherfell jedoch weiterhin seine zentrale Wirkung als Kultobjekt des Verstorbenen.

### Unas (2380–2350 v. Chr.)

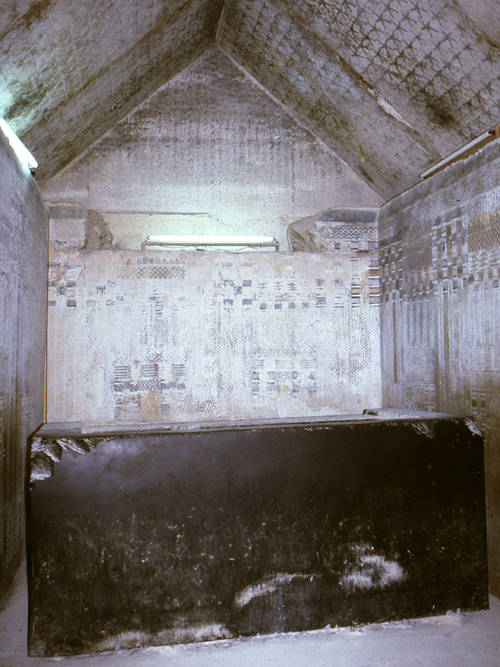
Grabkammer des Unas in der Unas-Pyramide mit Grabtext zum Sternenhimmel

Als erster König (Pharao) ließ Unas die unterirdischen Pyramidenkammern mit rezitierenden Totentexten in Form von „Totensprüchen“ beschriften. Mit der Verwendung der Pyramidentexte begründete Unas eine Tradition, die sich durch die Pyramidenbauten der Könige und Königinnen der 6. Dynastie zog und die Basis für spätere Totenliturgien wie die Sargtexte und das altägyptische Totenbuch bildete. Das Pantherfell erscheint in den Texten des Unas im direkten Bezug zur kosmischen Wiedergeburt des Königs. Das spätere Nutbuch beschreibt die tägliche Fahrt des Sonnengottes Re. Die dazu als Grundlage vorliegenden Totentexte berichten parallel vom verstorbenen König, der wie Re zwischen den Horizonten pendelt, um sich nach Sonnenuntergang in Sechet-iaru im Merencha nachts zu reinigen, um am nächsten Morgen erneut mit Re gemeinsam den Tag zu beginnen.

„Vollkommen ist es (das Pantherfell) für Unas und seinen Ka. Die Türflügel des Sternenhimmels sind aufgetan für diesen König, auf dass er sie durchschreite. Sein Pantherfell ist auf ihm, sein Ames-Zepter ist in seinem Arm, sein Aba-Zepter ist in seiner Hand. Dieser König ist unversehrt mit seinem Fleisch, vollkommen ist es für diesen König mit seinem Namen, es lebt dieser König mit seinem Ka. Ein Opfer, das der König gibt, damit der Sohn auf deinem Thron sein werde. Dein Kleid sei das Pantherfell, dein Kleid sei der Chesed-Schurz, mögest du in deinen Sandalen wandeln.“

Die Inhalte der Totentexte zeigen, dass das Pantherfell ergänzend mit der himmlischen Herrschaft des verstorbenen Königs auch mit seiner Unversehrtheit verbunden ist. Für die himmlische Existenz war dieser Zustand unbedingt notwendig, da das Fehlen des Pantherfells negative Auswirkungen auf das jenseitige Fortleben des Verstorbenen hatte. Mit der Opferformel wird dem König die Regentschaft über die Bereiche des Horus und Seth verliehen, die sich im Osthimmel befinden.

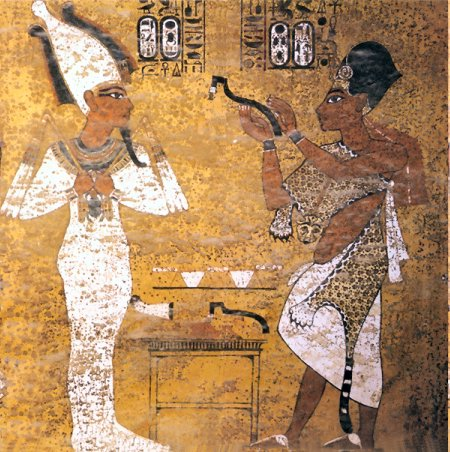
Eje II. in der Funktion des Sem-Priesters

### Tutanchamun (1332–1323 v. Chr.)
Das Grab des Tutanchamun ist wegen der Fundlage hinsichtlich des Pantherfells besonders bemerkenswert. Als Wandmalerei ist die Mundöffnungszeremonie zu sehen, in der Tutanchamuns Nachfolger Eje II. selbst als Pantherfellträger und Sem-Priester fungiert. Neben den zahlreichen Beigaben fanden sich zwei Pantherfelle im Grab: eines aus echtem Pantherfell, mit goldenen Sternen dekoriert, wobei der Kopf aus Holz gearbeitet und mit Gold überzogen wurde, das andere ist hingegen eine Nachbildung aus Leinen.
Das gleiche Motiv ist auf einer Gruppenstatue im Louvre zu sehen, wo Tutanchamun mit einem sternenbedeckten Pantherfellumhang bekleidet ist und zwischen den Beinen einer Statue des Amun steht, der ihn von hinten umschließt.